# Первомайский (Гусь-Хрустальный район)
Первомайский — посёлок в Гусь-Хрустальном районе Владимирской области России, входит в состав муниципального образования «Посёлок Красное Эхо».

## География
Посёлок расположен в 22 км на юго-восток от центра поселения посёлка Красное Эхо и в 26 км на северо-восток от Гусь-Хрустального.

## История
После Великой Отечественной войны посёлок входил в состав Семеновского сельсовета, с 2005 года — в составе Муниципального образования «Посёлок Красное Эхо».

## Население
| 2002 | 2010 | 2021 |
| ---- | ---- | ---- |
| 19   | ↘14  | ↘7   |